# Перекрестово Первое
Перекрестово Первое (укр. Перехрестове Перше) — село в Затишанской поселковой общине Раздельнянского района Одесской области Украины. До 2020 года входило в состав ликвидированного Захарьевского района.
Население по переписи 2001 года составляло 490 человек. Почтовый индекс — 66720. Телефонный код — 4860. Занимает площадь 0,44 км². Код КОАТУУ — 5125284207.

## Местный совет
66720, Одесская обл., Захарьевский р-н, с. Перекрестово